# Henderson (Kentucky)
Henderson – miasto w Stanach Zjednoczonych, w stanie Kentucky, w hrabstwie Henderson.